# Weir Group

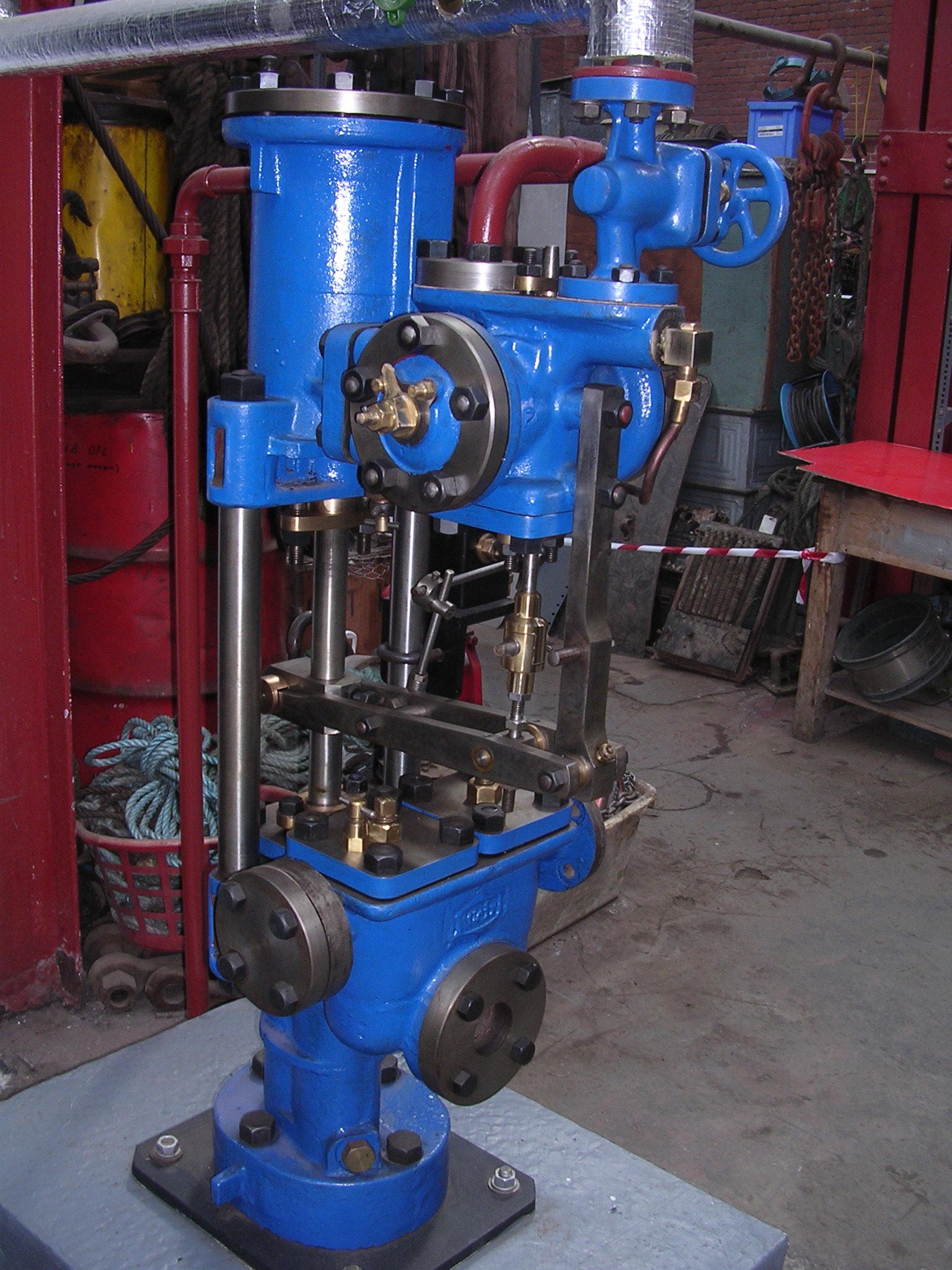
Weir-pump för vattentillförsel till ångpannor

Weir Group plc är ett brittiskt börsnoterat mekanisk verkstadsföretag med huvudkontor i Glasgow. Det grundades 1871 som G. & J. Weir Ltd av bröderna  George och James Galloway Weir.
Bröderna Weir gjorde ett antal viktiga uppfinningar beträffande pumpteknologi, särskilt för skeppsvarven vid Clyde och de ångfartyg som byggdes där. Pumparna fick gott rykte som pumpar för vattentillförsel till ångpannor och för sidoutrustning som evaporatorer.
Under första världskriget började företaget tillverka ammunition och krigsmaterial. Vid sidan om granathylsor tillverkades då flygplan, bland annat jaktflygplanet Royal Aircraft Factory F.E.2 och bombflygplan. James George Weir, son till grundaren James Galloway Weir, som själv var flygare och samtidigt styrelseledamot, grundade på 1920-talet Cierva Autogiro Company. Detta företag samarbetade med G. & J. Weir Ltd.:s konstruktionsavdelning för luftfarkoster. G & J Weir Ltd. var finansiellt stöd för företaget under hela dess existens. Under andra världskriget finansierade Weir Group 1943 byggandet av helikoterprototypen Cierva W.9, den första helikopterkonstruktionen i Storbritannien.
Weir-företaget noterades på Londonbörsen 1946. Weirs ångpumpar blev i praktiken standard på brittiskbyggda ångfartyg till långt in på 1950-talet, använda för pumpning av vatten, bränsle och luft.
Företaget rekonstruerades 1981, efter det att tidigare företagsförvärv blev dyrbara. Efter detta övertogs ägandet till 40 % av amerikanska Studebaker-Worthington och Rothschild & Co. År 1989 övertogs brittiska Hopkinsons, tillverkare av ventiler och kontrollsystem.
År 2005 sålde Weir sin verksamhet inom avsaltning och vattenrening  till franska Veolia Environnement.